# 胜利街道 (辽阳市)
胜利街道，是中华人民共和国辽宁省辽阳市白塔区下辖的一个乡镇级行政单位。2020年4月，将胜利街道、东兴街道合并为襄平街道。

## 行政区划
胜利街道下辖以下地区：
公园社区、药机社区和纸机社区。